# تلمو زارا
تلمو زاراوناندیا مونتویا (۲۰ ژانویه ۱۹۲۱ – ۲۳ فوریه ۲۰۰۶) که معمولاً با نام تلمو زارا شناخته می‌شود، یک فوتبالیست اسپانیایی باسکی بود. او در اتلتیک بیلبائو بازی می‌کرد و رکوردهای زیادی را شکست.
او همچنین سومین گلزن برتر لالیگا بعد از لیونل مسی و کریستیانو رونالدو است . 